# Kol Nidrei
Das Kol Nidrei op. 47 ist ein musikalisches Werk des Komponisten Max Bruch für Orchester und Cello. Das Werk basiert auf dem jüdischen Gebet Kol Nidre, das am Vorabend des höchsten jüdischen Feiertags, des Jom Kippur, gebetet wird.

## Entstehung
Das Werk entstand im Jahr 1880 auf Anregung des Cellisten Robert Hausmann, nachdem Bruch sich zunächst geweigert hatte, nach den Erfolgen seiner Violinkompositionen auch für das Cello zu komponieren. Bruch schrieb von Liverpool aus an seinen Verleger Fritz Simrock: „Ich wollte Ihnen nur noch sagen, daß ich für Hausmann ein Cello Stück mit Orchester geschrieben habe, über eine höchst vortreffliche Hebräische Melodie ›Kol Nidrei‹ (Adagio). Am 2. November höre ich es hier zum ersten Mal von Hollmann, und könnte es Ihnen dann gleich schicken. ... [Hausmann] hat mich so lange geplagt, bis ich endlich dies Stück geschrieben habe. Auch als Violin Stück macht es sich sehr gut; ich habe es schon arrangiert und mit Schiever probiert, und alle meinen es macht sich sehr gut.“
Neben der Originalfassung erschien Kol Nidrei auch in der erwähnten Violinfassung sowie für Bratsche und Klavier, Klavier und Harmonium, Klavier solo, Cello und Orgel und Orgel solo. Zunächst konnte Bruch nur aus der Ferne erleben, wie Hausmann mit der Musik zurechtkam, bis er schließlich von diesem endlich Nachricht erhielt: „Hausmann schreibt mir heute über Kol Nidrei. Hiernach unterliegt es keinem Zweifel, daß sie in der Orchesterstunde dies Adagio durch ein wahnsinnig langsames Tempo künstlich vom Leben zum Tode gebracht haben. Es ist die alte Geschichte – ist man nicht selbst dabei so hat kein Mensch eine Ahnung davon, wie man solch ein neues Stück in Scene setzen muss ...“ Im selben Brief kündigte Bruch an, vom 23. Dezember bis zum 3. Januar in Berlin sein und das Stück selbst einmal dirigieren zu wollen; der eigentliche Grund für seine Reise nach Berlin war die bevorstehende Hochzeit mit Clara Tuczek.

## Zur Musik

### Besetzung
Cello, zwei Flöten, zwei Oboen, zwei Klarinetten, zwei Fagotte, vier Hörner, zwei Trompeten, drei Posaunen, Pauke, Harfe und Streichinstrumente.

### Beschreibung
Kol Nidrei ist in zwei Abschnitte gegliedert. Dem ersten, durch Pausen betonten Teil liegt der traditionelle Bußgesang des jüdischen Jom-Kippur-Festes zugrunde. Im zweiten Abschnitt des Kol Nidrei verwendet Bruch Isaac Nathans Fassung  von Lord Byrons Hymne Oh Weep for Those that Wept on Babel’s Stream.
Moll und Dur wechseln sich in dem elegisch gehaltenen Stück ab. Bruch selbst verglich das Kol Nidrei mit seiner Schottischen Fantasie Es-Dur op. 46, „da es“, so Bruch, „wie diese einen gegebenen melodischen Stoff in künstlerischer Weise verarbeitet“.

## Wirkung

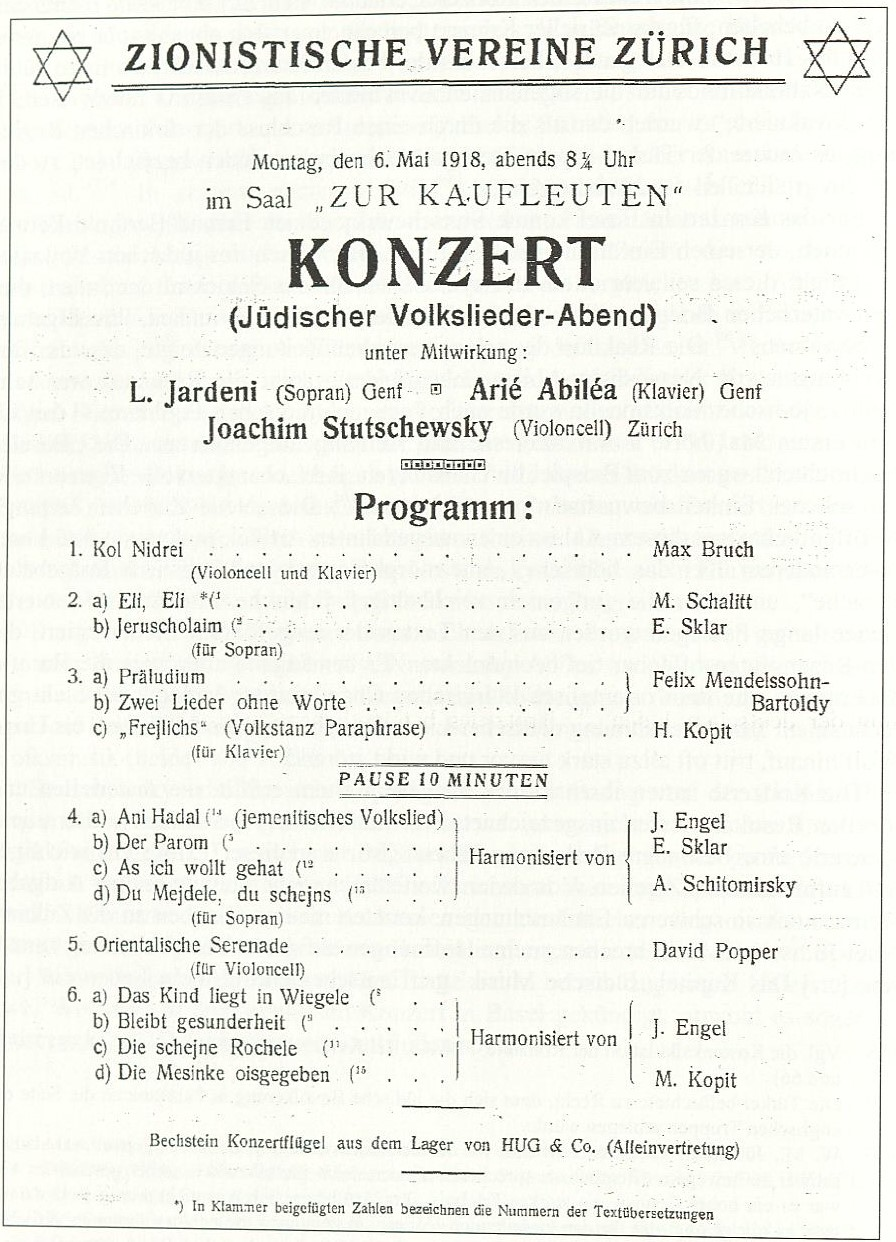
Zürich, Kaufleuten (1918)

Mit der Uraufführung Ende 1880 in Berlin zeigte Bruch sich unzufrieden, da man seiner Meinung nach „dies Adagio durch ein wahnsinnig langsames Tempo künstlich vom Leben zum Tode gebracht“ habe. Dennoch gewann die Komposition schnell an Popularität. Zum Unmut des protestantischen Komponisten entstand in der Öffentlichkeit die Meinung, Bruch sei Jude, ein Thema, das in der Musikwelt während der Zeit des Nationalsozialismus wieder aufflammte. Unter diesem Eindruck kam das Kol Nidrei während dieser Zeit nicht mehr zur Aufführung.